# Bahiella blanchetii
Bahiella blanchetii là một loài thực vật có hoa trong họ La bố ma. Loài này được (A.DC.) J.F.Morales mô tả khoa học đầu tiên năm 2006.